# كين مكمولين
كين مكمولين (بالإنجليزية: Ken McMullen)‏ هو لاعب كرة قاعدة أمريكي، ولد في 1 يونيو 1942 في أوكسنارد في الولايات المتحدة.

## وصلات خارجية
- كين مكمولين على موقع دوري كرة القاعدة الرئيسي (الإنجليزية)
- كين مكمولين على موقعبيزبول رفرنس.كوم (الدوري الرئيسي) (الإنجليزية)
- كين مكمولين على موقعبيزبول رفرنس.كوم (الدوري الثانوي) (الإنجليزية)
- كين مكمولين على موقع مشجعي الرسوم البيانية (الإنجليزية)